# Галахова, Галина Алексеевна
Галина Алексеевна Гала́хова (настоящая фамилия Глузман) (род. 27 августа 1938, Ленинград) — советская детская писательница.

## Биография
Галина Алексеевна родилась 27 августа 1938 года в Ленинграде. В 1965 году окончила Ленинградский электротехнический институт им. В. И. Ульянова (Ленина). Работала старшим инженером с 1964 по 1978 годы. Сейчас Галахова проживает в Лондоне.

## Творчество
Писательница дебютировала рассказом «Писатель мира сего — Пиня Глазов», опубликованным в 1972 году в журнале «Аврора», а через два года была издана первая её книга — «Поющий тростник» о первоклассниках и их учительнице, «которая испытывает самые разные чувства в своей работе, а иногда совершает ошибки, промахи». Позднее по этому произведению был снят фильм «Жили-были в первом классе…» (сценарий В. К. Железникова).

## Рецензии
- А. Крестинский. Много детей, как хорошо! (рецензия на книгу Г. Галаховой «Поющий тростник») // Аврора, № 9, сентябрь 1974, стр. 69-70
- А. Ходоров Галина Галахова. Легкий кораблик — капустный листок // Звезда, № 3, 1976